# キーヤキッス
キーヤキッスは、2000年から2003年まで活動していた日本の音楽ユニット。欧文表記はKey-A-Kiss。所属レコードレーベルはavex trax。ユニット名は『スキヤキ!!ロンドンブーツ大作戦』が由来。

## 来歴
1999年に開催された“avex dream 2000”オーディションの最終選考まで残ったNAHOMI、YUKIMI、TOMOMIの3人でキーヤキッスを結成（このオーディションのグランプリが翌年にdreamを結成する3人。準グランプリが倖田來未）。2000年5月31日にマキシシングル『デラックス/アイシアッテマス?』でデビューした。
3rdシングル『私の彼は石油王』から新メンバーのHITOMI、ERINO、RUMI、NAMIが加わり、ユニット名も「キーヤキッスぱにっく」に変更されるが、その直後にHITOMIとNAMIが卒業。残りの5人でキーヤキッスとして活動を続けた後、2003年5月31日に解散した。

## メンバー
- NAHOMI（佐藤奈穂美）
- YUKIMI（津崎雪江）：キーヤキッス結成前はケーブルテレビ神戸（現ジェイコムウエスト）の自主制作番組に津崎雪江名義で出演するなどローカルタレントの経歴があった。
- TOMOMI（降矢智美）
- ERINO
- RUMI

途中で卒業したメンバー
- HITOMI
- NAMI

## ディスコグラフィー

### シングル
1. デラックス/アイシアッテマス?　AVCD-30100　2000年5月31日
2. Lucky Girlでいこう　AVCD-30136　2000年9月6日
3. 私の彼は石油王　AVCD-30172　2000年11月22日
4. トキオッ TOKIO　AVCD-30199　2001年1月24日 - 沢田研二の『TOKIO』のカバー。
5. please!/マシュマロワープ　AVCD-30250　2001年6月6日
6. デカダンス　AVCD-30274　2001年9月19日

### アルバム
1. デラックス 〜delax〜　AVCD-11889　2001年2月7日
2. ユーロ de キーヤ!　AVCD-11984　2001年8月22日